# Grupo hidroxilo

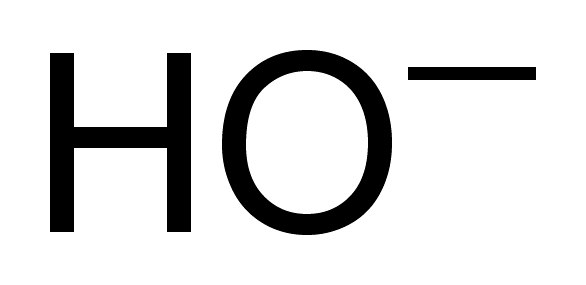
Anión hidróxido

El grupo hidroxilo o grupo oxhidrilo es un grupo funcional formado por un átomo de oxígeno y otro de hidrógeno, característico de los alcoholes, fenoles y ácidos carboxílicos, entre otros compuestos orgánicos.
Es común confundir el nombre hidroxilo para referirse al anión OH-, denominado hidróxido, uno de los iones poliatómicos más simples y más importantes que se encuentra en los hidróxidos. Este ion está formado por un oxígeno y un hidrógeno y su carga eléctrica es -1. El grupo O-H sin carga tiene un electrón sin compartir que se sitúa sobre el oxígeno y se representa como •OH o también  OH•.

## Observaciones en el espacio
En 2009, el satélite de la India Chandrayaan-1, la nave espacial Cassini-Huygens de la NASA y la sonda Deep Impact, detectaron cada uno de manera independiente la presencia de agua en la Luna debido a los fragmentos de hidroxilo que allí se encontraban. Según lo informado por Richard Kerr, "Un espectrómetro (el Moon Mineralogy Mapper, Mapeador de la Mineralogía de la Luna, también conocido como "M3") detectó una absorción infrarroja a una longitud de onda de 3,0 micrómetros (μm) que sólo el agua o el hidroxilo, un átomo de hidrógeno y un átomo de oxígeno unidos, podrían haber creado". La NASA también informó en 2009 que la sonda LCROSS revelaba una emisión en el espectro ultravioleta consistente con la presencia de hidroxilo. La nave Venus Express ha estado continuamente devolviendo de Venus datos científicos desde el 11 de abril de 2006. Los resultados de Venus Express incluyen la detección de hidroxilo en la atmósfera.